# Heliconius gerstneri
Heliconius gerstneri är en fjärilsart som beskrevs av Holzinger 1968. Heliconius gerstneri ingår i släktet Heliconius och familjen praktfjärilar. Inga underarter finns listade i Catalogue of Life.